# 光手滑面蟹
光手滑面蟹（学名：Etisus laevimanus）为扇蟹科滑面蟹属的动物。分布于日本、夏威夷群岛、玻利尼西亚、新加坡、印度尼西亚、印度、红海、非洲东岸、南岸、广泛地分布于印度-西太平洋热带区以及中国大陆的西沙群岛、海南岛等地，生活环境为海水，常生活于潮间带的石块下或岩石缝中。